# ترمودینامیک مواد
کاربرد ترمودینامیک برای مطالعهٔ جامدات (خصوصاً جامدات کریستالی) را ترمودینامیک مواد یا ترمودینامیک جامدات می‌نامند که یک ابزار کمی قدرتمند برای بررسی خواص مهم مواد است.
به عنوان مثال با کمک ترمودینامیک بدون الزام به دانستن جزئیات اتمی کریستال‌ها می‌توان ساختار آنها را کنترل کرد. در این حالت نیازی به هیچگونه پیش‌بینی مدل خاصی برای اتم‌ها نیست و با استفاده از سه قانون ترمودینامیک و بکارگیری روش‌های ریاضیاتی می‌توان اکثر خواص ماکروسکوپیک را محاسبه کرد.
البته کاربرد ترمودینامیک کلاسیک برای مقاصد ترمودینامیک مواد ناکافی است. زیرا به دلیل عمومیت و سادگی ترمودینامیک کلاسیک، هیچ اطلاعاتی در مورد جزئیات روابط بین اتم‌ها و نابجایی‌ها در کریستال نمی‌توان بدست آورد.
برای بدست آوردن چنین اطلاعاتی باید از مکانیک آماری (ترمودینامیک آماری) استفاده کرد.